# Sheksing
Sheksing, persoonsnaam Tsering Namgyal (1877 - ?) was een Tibetaans politicus.
Sheksing trad toe tot de regering van historisch Tibet in 1914. Hij was een 5e rang lekenfunctionaris.
Hij was Dzongpön van de Dzong van Lhe in Oost-Tibet. In 1936 werd hij Mipön (magistraat) van Lhasa. Hij werd in 1941 uit deze functie ontheven omdat het hem aan effectiviteit zou ontbreken. Volgens Britse archieven zou hij tot minstens 1949 functieloos zijn gebleven.